# Canadaspis
Canadaspis (gr. escut del Canadà) és un gènere de crustacis malacostracis de la subclasse Phyllocarida. S'alimentava al fons marí i es movia principalment caminant. Possiblement usava els seus apèndixs per regirar el fang en busca d'aliments. Un cop trobat usava les seves mandíbules per a triturar les partícules més grans.
Canadaspis perfecta, l'espècie tipus, ve del jaciment dels esquists de Burgess (Cambrià), al Canadà). També se'n troba en diverses formacions de la serralada House a l'oest de Utah així com als esquistos de Pioche de Nevada. Canadaspis laevigata ve de la biota de Chengjiang, i és per tant deu milions d'anys més jove que C. perfecta. Alguns científics opinen que C. laevigata és un antecedent crustaceomorf més primitiu de Canadaspis, i altres consideren que és un artròpode bivalve d'afiliació incerta.